# Três Dias de Bruges–De Panne de 2020
A 44.ª edição da clássica ciclista Três Dias de Bruges–De Panne (chamado oficialmente: Driedaagse Brugge-De Panne), era uma carreira na Bélgica que celebrar-se-ia a 25 de março de 2020. No entanto, devido à Pandemia de COVID-19, o governo da Bélgica proibiu  qualquer evento desportivo em seu território para evitar os contágios, portanto a organização Flanders Classics decidiu cancelar todas as concorrências de ciclismo.
A carreira faria parte do UCI WorldTour de 2020, calendário ciclístico de máximo nível mundial, onde era a décima carreira de dito circuito.

## Percorrido
A saída encontrava-se na cidade de Bruxas e o final era no município De Panne na província de Flandres Ocidental sobre uma distância de 212,5 quilómetros. O percurso incluiria 6 trechos planos de pavé e 5 muros, alguns deles com zonas empredadas:
| Trechos de pavé |                      |       |                 |
| Número          | Nome                 | Km    | Comprimento (m) |
| --------------- | -------------------- | ----- | --------------- |
| 1               | Ichtegem             | 24    | 1000            |
| 2               | Werken               | 37,7  | 2100            |
| 3               | Boezinge             | 58    | 1200            |
| 4               | Kemmelbergweg        | 84,9  | 400             |
| 5               | Leisele-Alveringem   | 128,8 | 1300            |
| 6               | Izenberge-Alveringem | 133,1 | 400             |

| Muros  |              |      |         |                 |
| Número | Nome         | Km   | Tipo    | Comprimento (m) |
| ------ | ------------ | ---- | ------- | --------------- |
| 1      | Monteberg    | 84,3 | asfalto | 1000            |
| 2      | Kemmelberg   | 85,3 | asfalto | 1000            |
| 3      | Rodeberg     | 93,5 | calçada | 900             |
| 4      | Vidaigneberg | 94,6 | calçada | 400             |
| 5      | Sulferberg   | 98,3 | calçada | 200             |